# Хагоп Ховсепян
Хагоп Бедрос II Ховсепян (в восточно-армянской огласовке Акоп Петрос II; Иаков Пётр II; арм. Յակոբ Պետրոս Բ. Յովսէփեան; XVII век, Алеппо — 1753, Bzoummar, Горный Ливан) — второй в Новое время патриарх армянокатоликов (1749-1753).

## Биография
Родился в Алеппо. Монах, ученик епископа Аврама Ардзивяна. В 1720 рукоположён им в сан священника. После ареста Ардзивяна османскими властями способствовал его освобождению и основанию монастыря в Ливане, затем — его возвращению в Алеппо (1739). Здесь Ардзивян с помощью грекокатолических епископов посвятил Ховсепяна и двух других клириков в епископство, после чего те, в свою очередь, возвели Ардзивяна в достоинство патриарха.
После смерти патриарха Аврама Бедроса I Ардзивяна Хагоп Ховсепян стал его преемником. Завершил начатое при Ардзивяне строительство монастыря в Бзоммаре и перенес туда патриаршую кафедру. 
Умер в 1753 году в Горном Ливане.